# 第230步兵師 (德國國防軍)
德國國防軍陸軍第230步兵師（德語：230. Infanterie-Division）是納粹德國國防軍陸軍的一個步兵師。該師於1942年4月組建。
該師組建後，一直在挪威阿塔防守。
該師最後於1945年5月解散。

## 註腳
1. ↑  Mitcham（2007年）